# The Idolmaster Shiny Colors
The Idolmaster Shiny Colors (アイドルマスター シャイニーカラーズ Aidorumasutā Shainī Karāzu?, oficialmente esterilizado como THE iDOLM@STER SHINY COLORS) es un videojuego japonés de simulación de vida desarrollado por Bandai Namco Nexus y publicado por Bandai Namco Entertainment. Un spin-off de la franquicia The Idolmaster, comenzó como un juego de navegador que se lanzó en abril de 2018 y luego se lanzó como un juego móvil para iOS y Android en marzo de 2019. Se serializó una adaptación de manga en el sitio web Comic Newtype de Kadokawa Shoten a partir de julio de 2019 hasta agosto de 2022. Una adaptación de la serie de televisión de anime producida por Polygon Pictures se estrenará en abril de 2024. También se estrenará una segunda temporada en el cuarto trimestre de 2024.

## Descripción general
La serie sigue a las idols, al productor y al personal de 283 Production y sus actividades como idols, incluidos conciertos, eventos y producciones teatrales. Hay un total de 25 idols en 283 Pro a partir de la actualización del tercer aniversario, agrupados en siete unidades. Cada una de estas unidades viene con un rasgo de juego único, por ejemplo, las STARS de iluminación utilizan dos estadísticas para su fuerza de atractivo en lugar de solo una.

## Contenido de la obra

### Videojuego
El juego de navegador, que utiliza HTML5, se anunció durante una presentación en febrero de 2018. Se lanzó en la plataforma de juegos de navegador Enza el 24 de abril de 2018 y alcanzó más de 800.000 preinscripciones antes de su lanzamiento. Se lanzó una versión del juego móvil para iOS y Android el 13 de marzo de 2019.
En abril de 2023 se anunció un nuevo juego móvil para iOS y Android, titulado The Idolmaster Shiny Colors: Song for Prism. Se lanzó una versión de demostración para los evaluadores del 19 al 23 de mayo. El juego fue lanzado el 14 de noviembre de 2023.

### Manga
Una serie de manga de cuatro paneles de Gimmy comenzó a serializarse en el sitio web del juego y en la cuenta de Twitter en febrero de 2018. Se publica impresa con el título The Idolmaster Shiny Colors: Shinymas Everyday!.
Una adaptación a manga de Akira Shinozaki se serializó en el sitio web Comic Newtype de Kadokawa Shoten del 23 de julio de 2019 al 26 de agosto de 2022. Se ha recopilado en cinco volúmenes de tankōbon, publicados desde marzo de 2020 hasta diciembre de 2022.
Una tercera serie de manga de Hiroki Ohara, titulada The Idolmaster Shiny Colors: Coherent Light, comenzó a publicarse en Comic Newtype el 26 de septiembre de 2023 y se centra en la unidad idol Straylight.
The Idolmaster Shiny Colors: Jimuteki Shinography, una cuarta serie de Gūtarō Yorude que se centra en el personaje Hazuki Nanakusa, comenzó a serializarse en el servicio Sunday Webry de Shogakukan el 21 de octubre de 2023.

### Anime
El 19 de marzo de 2023 se anunció una adaptación de la serie de televisión de anime. Está producida por Polygon Pictures y dirigida por Mankyū, con Yoichi Kato escribiendo los guiones y Takeshi Iwata como asistente de dirección, así como director de CG. junto con Susumu Sugai. Ryōhei Fukushi está diseñando los personajes para la animación y Lantis está componiendo la música. La serie de 12 episodios se proyectó en Japón en tres partes; el primero el 27 de octubre de 2023; el segundo el 24 de noviembre de 2023; y el tercero el 5 de enero de 2024. Posteriormente se estrenará en TV Tokyo el 6 de abril de 2024. El tema de apertura se titula "Tsubasa Gravity".
Se anunció una segunda temporada de 12 episodios durante el concierto "The Idolmaster Shiny Colors 6th Live Tour Come and Unite! Brilliant Bloom" el 3 de marzo de 2023. Al igual que la primera temporada, se proyectará en Japón en tres películas que se estrenarán en julio. 5, 23 de agosto y 20 de septiembre de 2024.
Posteriormente se estrenó por televisión el 4 de octubre de 2024. Crunchyroll obtuvo la licencia de la serie fuera de Asia.